# Górka Pabianicka
Górka Pabianicka – wieś sołecka w Polsce położona w województwie łódzkim, w powiecie pabianickim, w gminie Pabianice.
Pierwsze wzmianki o wsi pochodzą z 1398 roku. Poprzednio „Górka Wielka”. Nazwa Górka Pabianicka została przyjęta w XIX wieku. 
W 1928 roku rolnik Piotr Figiel został odznaczony Brązowym Krzyżem Zasługi za „zasługi na polu pracy społecznej i pożarnictwa”.
W 1943 Niemcy wprowadzili nazwę okupacyjną Gurka Pabianitzka.
Do 1954 roku istniała gmina Górka Pabianicka, następnie do 1972 r., gromada Górka Pabianicka. W latach 1975–1998 miejscowość administracyjnie należała do ówczesnego województwa łódzkiego.
Miejscowość włączona jest do sieci autobusowej MZK Pabianice (linie 260 i 261).
 przebiega Łódzka magistrala rowerowa.

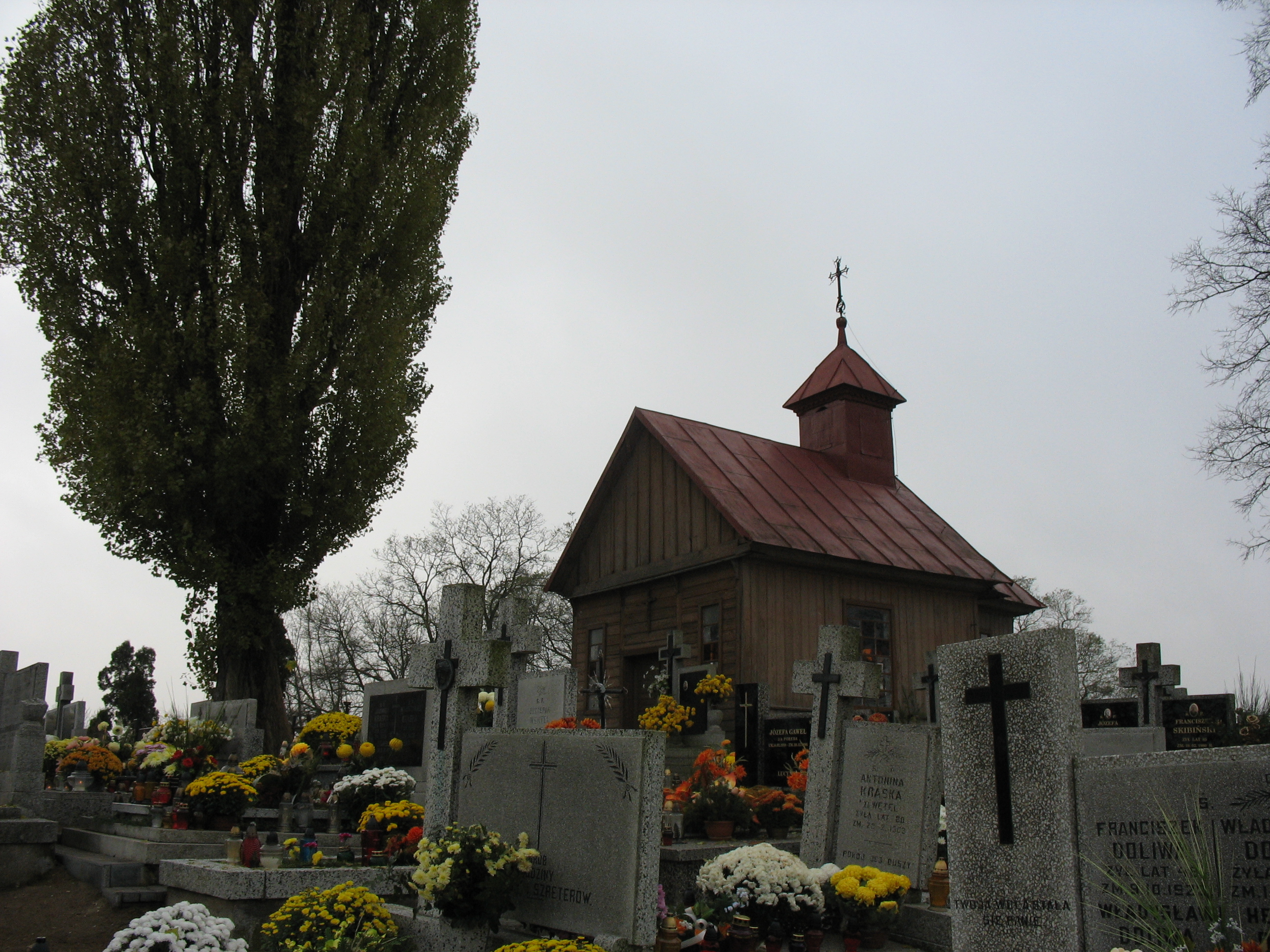
Cmentarz
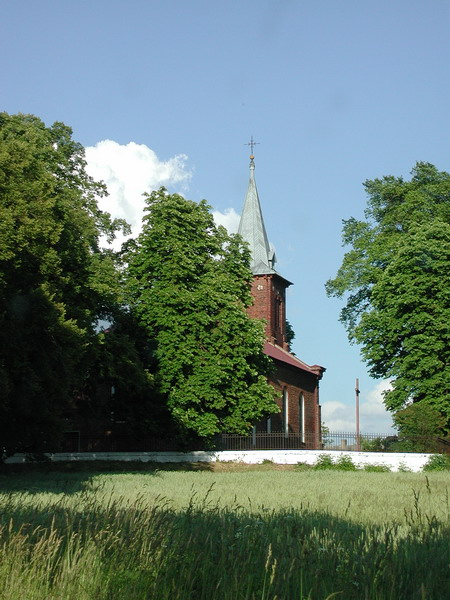
Kościół św. Marcina